# William Lockwood (ishockeyspelare)
William "Will" Lockwood, född 20 juni 1998, är en amerikansk professionell ishockeyforward som är kontrakterad till New York Rangers i National Hockey League (NHL) och spelar för Hartford Wolf Pack i American Hockey League (AHL).
Han har tidigare spelat för Vancouver Canucks i NHL; Utica Comets och Abbotsford Canucks i AHL; Michigan Wolverines i National Collegiate Athletic Association (NCAA) och Team USA i United States Hockey League (USHL).
Lockwood draftades av Vancouver Canucks i tredje rundan i 2016 års draft som 64:e spelare totalt.

## Statistik
| 2012–2013   | Victory Honda AAA      | T1EHL       | 28  | 8  | 9  | 17 | 12 | — | — | — | — | — |
| 2013–2014   | Oakland Jr. Grizzlies  | T1EHL       | 31  | 19 | 19 | 38 | 41 | — | — | — | — | — |
| 2014–2015   | Team USA               | USHL        | 35  | 8  | 5  | 13 | 10 | — | — | — | — | — |
|             | U.S. National U17 Team |             | 53  | 14 | 7  | 21 | 16 | — | — | — | — | — |
| 2015–2016   | Team USA               | USHL        | 20  | 3  | 3  | 6  | 27 | — | — | — | — | — |
|             | U.S. National U18 Team |             | 59  | 13 | 20 | 33 | 35 | — | — | — | — | — |
| 2016–2017   | Michigan Wolverines    | NCAA        | 30  | 8  | 12 | 20 | 33 | — | — | — | — | — |
| 2017–2018   | Michigan Wolverines    | NCAA        | 16  | 4  | 7  | 11 | 11 | — | — | — | — | — |
| 2018–2019   | Michigan Wolverines    | NCAA        | 36  | 16 | 15 | 31 | 24 | — | — | — | — | — |
| 2019–2020   | Michigan Wolverines    | NCAA        | 33  | 9  | 14 | 23 | 18 | — | — | — | — | — |
| 2020–2021   | Vancouver Canucks      | NHL         | 2   | 0  | 0  | 0  | 2  | — | — | — | — | — |
|             | Utica Comets           | AHL         | 24  | 4  | 7  | 11 | 17 | — | — | — | — | — |
| 2021–2022   | Vancouver Canucks      | NHL         | 13  | 0  | 0  | 0  | 9  | — | — | — | — | — |
|             | Abbotsford Canucks     | AHL         | 46  | 9  | 16 | 25 | 38 | — | — | — | — | — |
| 2022–2023   | Vancouver Canucks      | NHL         | 13  | 0  | 1  | 1  | 0  | — | — | — | — | — |
|             | Abbotsford Canucks     | AHL         | 26  | 12 | 6  | 18 | 16 | — | — | — | — | — |
| NHL totalt  | NHL totalt             | NHL totalt  | 28  | 8  | 9  | 17 | 12 | — | — | — | — | — |
| AHL totalt  | AHL totalt             | AHL totalt  | 96  | 25 | 29 | 54 | 71 | — | — | — | — | — |
| NCAA totalt | NCAA totalt            | NCAA totalt | 115 | 37 | 48 | 85 | 86 | — | — | — | — | — |
| USHL totalt | USHL totalt            | USHL totalt | 55  | 11 | 8  | 19 | 37 | — | — | — | — | — |

### Internationellt
| Källa: Uppdaterad: 2021-05-19 | Källa: Uppdaterad: 2021-05-19 | Källa: Uppdaterad: 2021-05-19 |         | Utv = Utvisningsminuter | Utv = Utvisningsminuter | Utv = Utvisningsminuter | Utv = Utvisningsminuter | Utv = Utvisningsminuter |
| År                            | Lag                           | Mästerskap                    | Matcher | Mål                     | Assists                 | Poäng                   | Utv                     |                         |
| ----------------------------- | ----------------------------- | ----------------------------- | ------- | ----------------------- | ----------------------- | ----------------------- | ----------------------- | ----------------------- |
| 2016                          | USA                           | U18-VM                        | 7       | 1                       | 6                       | 7                       | 0                       |                         |
| 2018                          | USA                           | JVM                           | 3       | 0                       | 0                       | 0                       | 2                       |                         |
| Junior totalt                 | Junior totalt                 | Junior totalt                 | 21      | 2                       | 8                       | 10                      | 16                      |                         |